# ناخرچی‌بلاغی
ناخرچی‌بلاغی یکی از روستاهای استان آذربایجان شرقی است که در دهستان گاودول شرقی بخش مرکزی شهرستان ملکان واقع شده‌است.